# 聂赤赞普

聂赤赞普（藏語：གཉའ་ཁྲི་བཙན་པོ།，威利转写：gNya'-khri bTsan-po），一作聂赤赞布，是西藏传说中的第一位赞普，相當於現代的首任國王，天赤七王之一。他是山南地区的悉补野部首领，于前127年即位，为吐蕃之祖先。今乃东县境内的雍布拉康，传说是他修建的。统一藏区的松赞干布即自称其33代孙。
传说聂赤赞普是天神下凡，出生于波密，后出游至山南。据说当年在雅隆河谷生活着游牧的吐蕃人，一天发现了一位语言和本地人不同的英俊的小伙子，人们非常奇怪，要求12位最聪明的苯教领袖前去探问，他们问这个小伙子从哪里来，他不会回答，只是手指天空，于是被认为是天神之子，12位巫师让他骑在脖子上，轮流将其驮回大家聚居的地方，拥立为王，以肩承之，故而得名「聂赤赞普」，为他建造了王宫—雍布拉康。其部落也因而得名“悉补野”，意为“来自波密”。聂赤赞普稱王後，教会当地的人进行农耕，雅隆部落逐渐强大，以后各王都被称为“赞普”，其后吐蕃历代赞普儘管血緣關係不一，均奉其为祖先。直到第33代赞普松赞干布统一吐蕃各部落，建立了强大的吐蕃王国，聂赤赞普被尊称为第一位赞普。

## 註解
1. ↑  “聂”在藏语中是“脖子”的意思，“赤”意为“轿子”，“赞普”意思是“英武的王”，聂赤赞普就是“用脖子当轿驮回的王”或“肩舆王”的意思